# Dover (Massachusetts)
Dover es un pueblo ubicado en el condado de Norfolk en el estado estadounidense de Massachusetts. En el Censo de 2010 tenía una población de 5.589 habitantes y una densidad poblacional de 139,82 personas por km².

## Geografía
Dover se encuentra ubicado en las coordenadas 42°14′7″N 71°17′17″O / 42.23528, -71.28806. Según la Oficina del Censo de los Estados Unidos, Dover tiene una superficie total de 39.97 km², de la cual 39.16 km² corresponden a tierra firme y (2.04%) 0.82 km² es agua.

## Demografía
Según el censo de 2010, había 5.589 personas residiendo en Dover. La densidad de población era de 139,82 hab./km². De los 5.589 habitantes, Dover estaba compuesto por el 92.29% blancos, el 0.66% eran afroamericanos, el 0.13% eran amerindios, el 5.15% eran asiáticos, el 0.07% eran isleños del Pacífico, el 0.32% eran de otras razas y el 1.38% pertenecían a dos o más razas. Del total de la población el 1.49% eran hispanos o latinos de cualquier raza.